# 梅幸茶
梅幸茶（ばいこうちゃ・ばいかうちや）とは、茶色がかった黄緑色。
染色解説書の『手鑑模様節用』では、草柳という色の別名とされており、茶色と名がつくものの実際は黄緑系の色だった。
初代尾上菊五郎好みの色として、俳名の梅幸から命名された。